# Ross Road
La costanera Ross o Ross Road es la principal arteria vial y zona comercial de Puerto Argentino/Stanley, Islas Malvinas.

## Características
Se extiende cerca y paralela de la línea de la costa, bordeando los embarcaderos, y sobre ella se erigen varios edificios principales y turísticos de la ciudad como Gilbert House, la Catedral de la Iglesia de Cristo, la sede de la British Antarctic Survey, Jubilee Villas, varias tiendas, alojamientos, la estación de la policía, el ayuntamiento, la oficina de correos, la iglesia de Santa María, Malvina House Hotel, casas típicas de la ciudad de estilo inglés, entre otros.
Debe su nombre al capitán James Clark Ross, un distinguido marino de la Marina Real británica, quien junto a Francis Moria Crozier (homenajeado en otra calle), fueron reclutados por el gobernador Richard Moody en su búsqueda para encontrar una nueva capital para las islas, en reemplazo de Puerto Soledad, encontrando la ubicación donde se fundaría Stanley hacia 1843.
Es una estrecha calle que recorre en sentido oeste - este, como continuación del Ross Road West, a partir de la Casa de Gobierno, atravesando la zona céntrica de la ciudad, hasta finalizar en la zona portuaria de la ciudad, en frente del Centro de Visitantes, siendo Crozier Place y Ross Road East su continuación hacia el este. En esta vía, suelen ocurrir distintos eventos como, por ejemplo, desfiles militares, maratones y festividades.
Cuando la línea argentina Líneas Aéreas del Estado de la Fuerza Aérea Argentina, operó entre 1972 y 1982 estableció su sucursal en la Ross Road, siendo la primera oficina estatal argentina en las Malvinas. El sitio fue un terreno cedido por el gobierno isleño. También se designó un Jefe de Agencia y se instaló un equipo de radio BLU.
En 1982 al iniciar la guerra de las Malvinas, luego del desembarco en las islas, las tropas argentinas marcharon sobre la calle Ross. También en esta calle, en junio del mismo año, marcharon las tropas británicas luego de la caída de la guarnición argentina que defendía las islas.

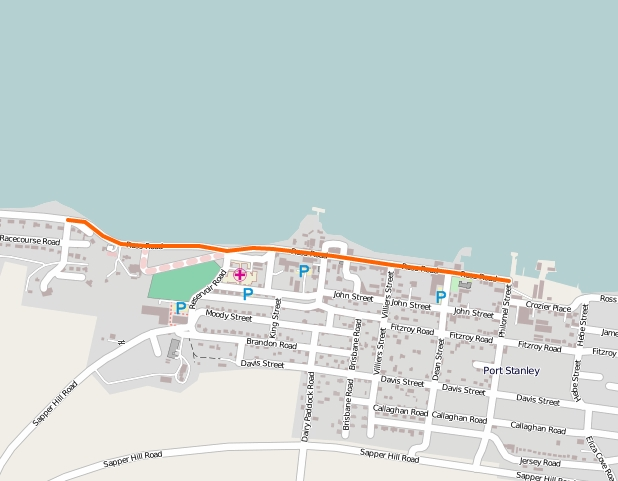
Recorrido de la calle Ross Road

## Galería

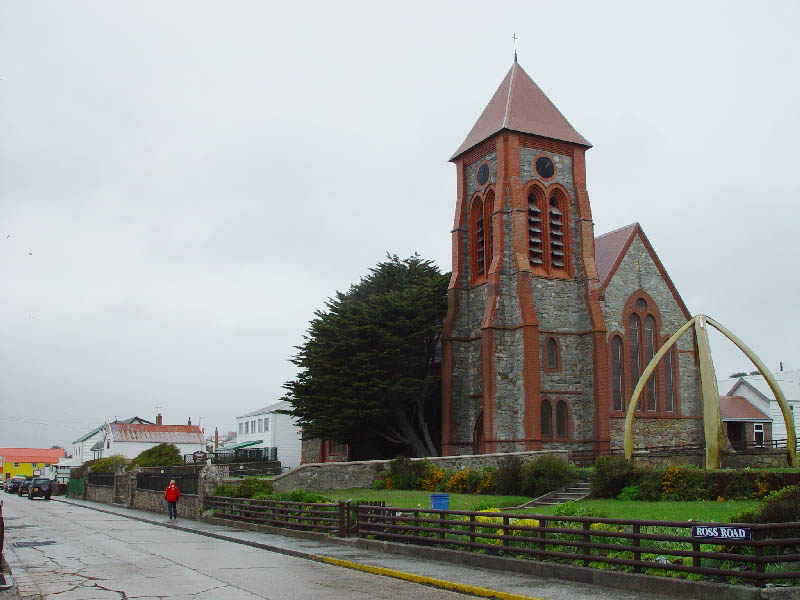
La catedral anglicana de la ciudad, sobre Ross Road
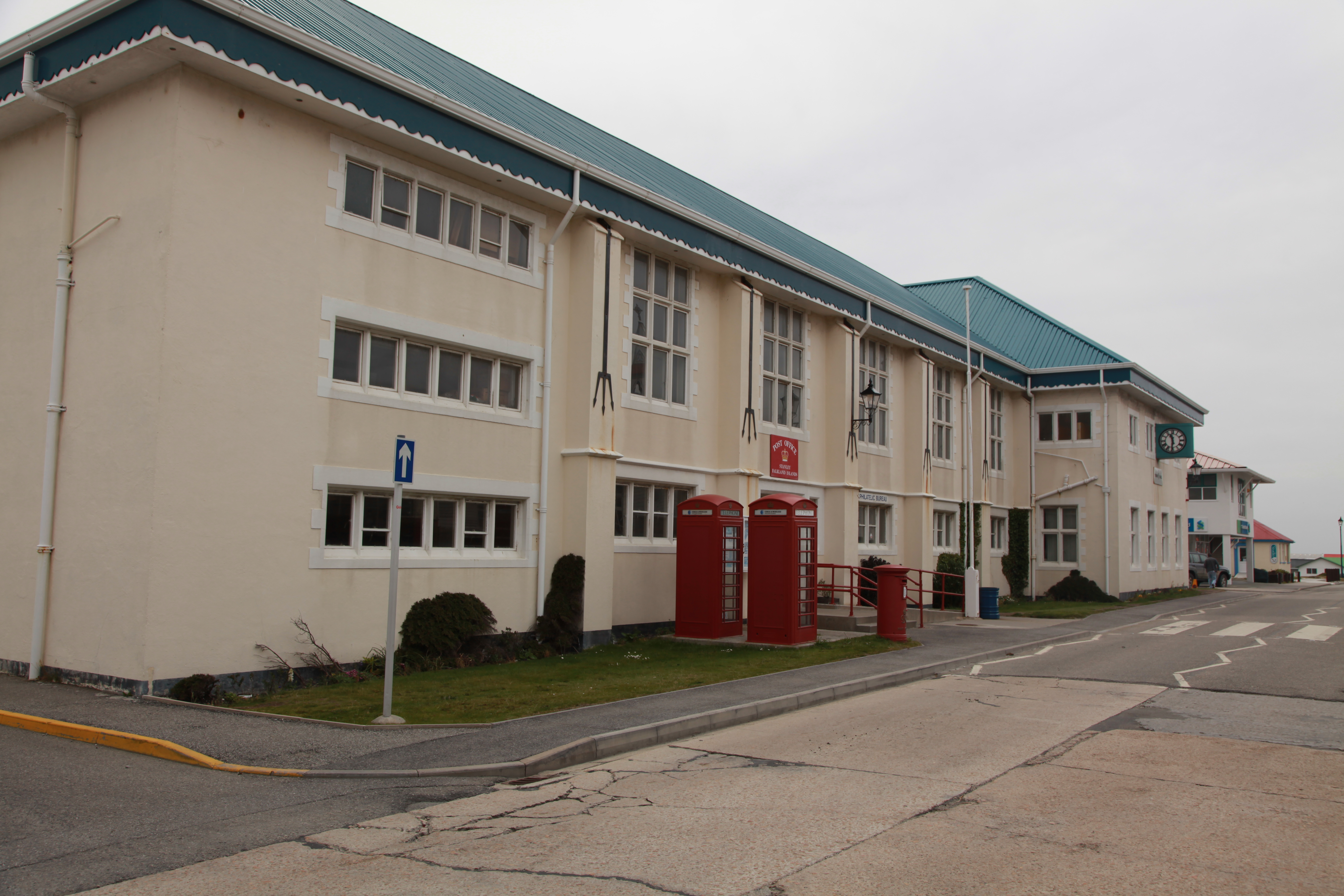
El Ayuntamiento y la Oficina de Correos
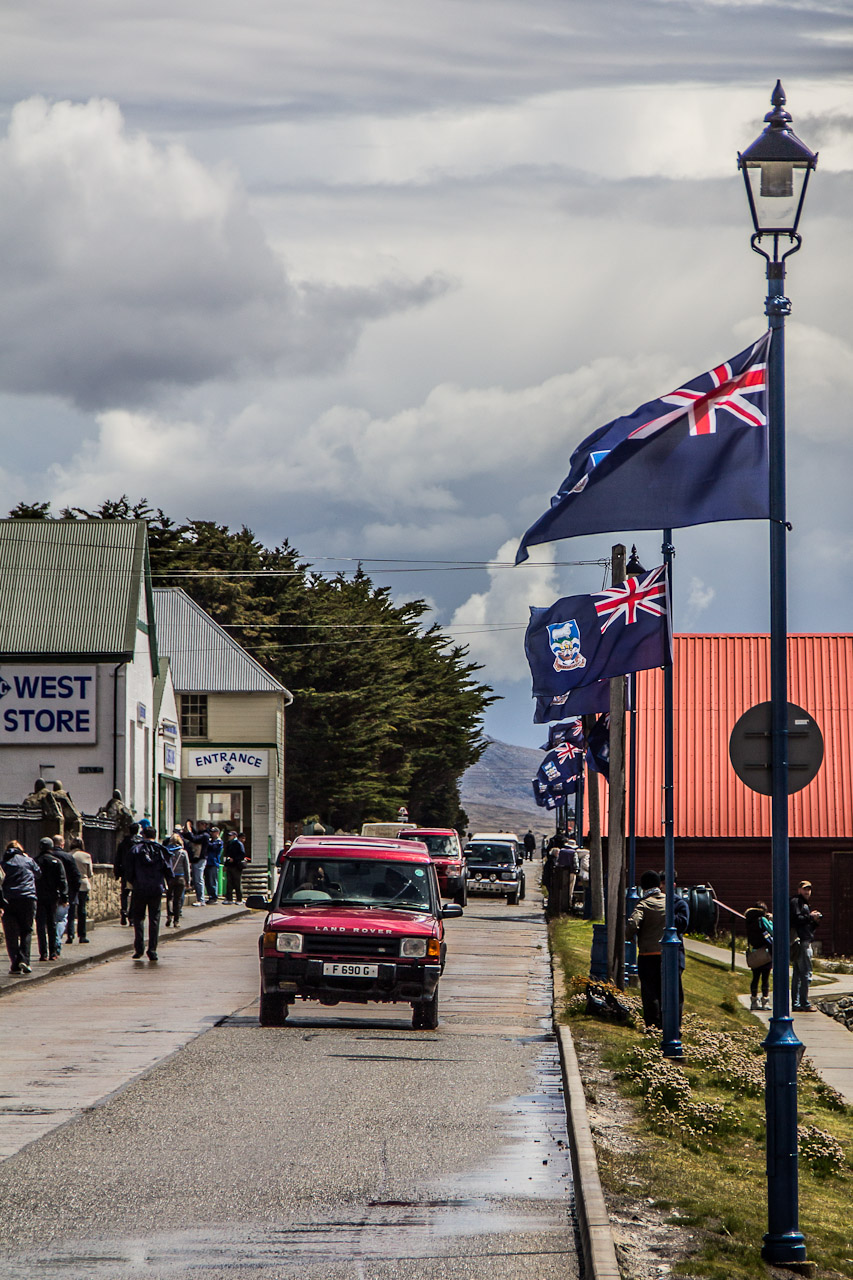
Un tramo de la calle
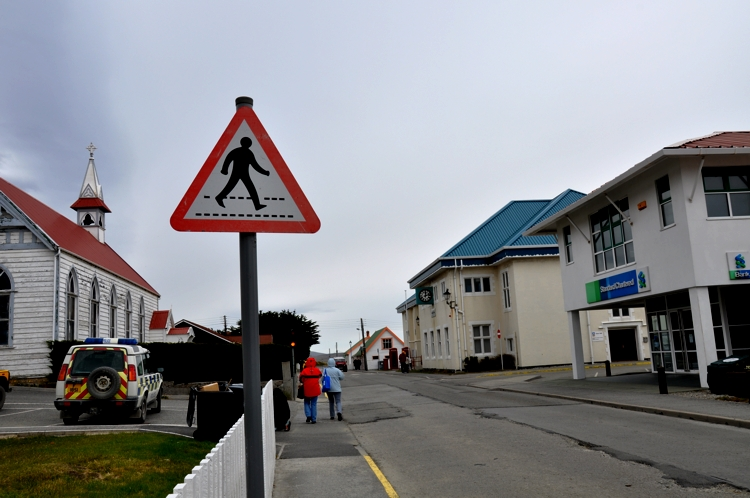
Tramo céntrico
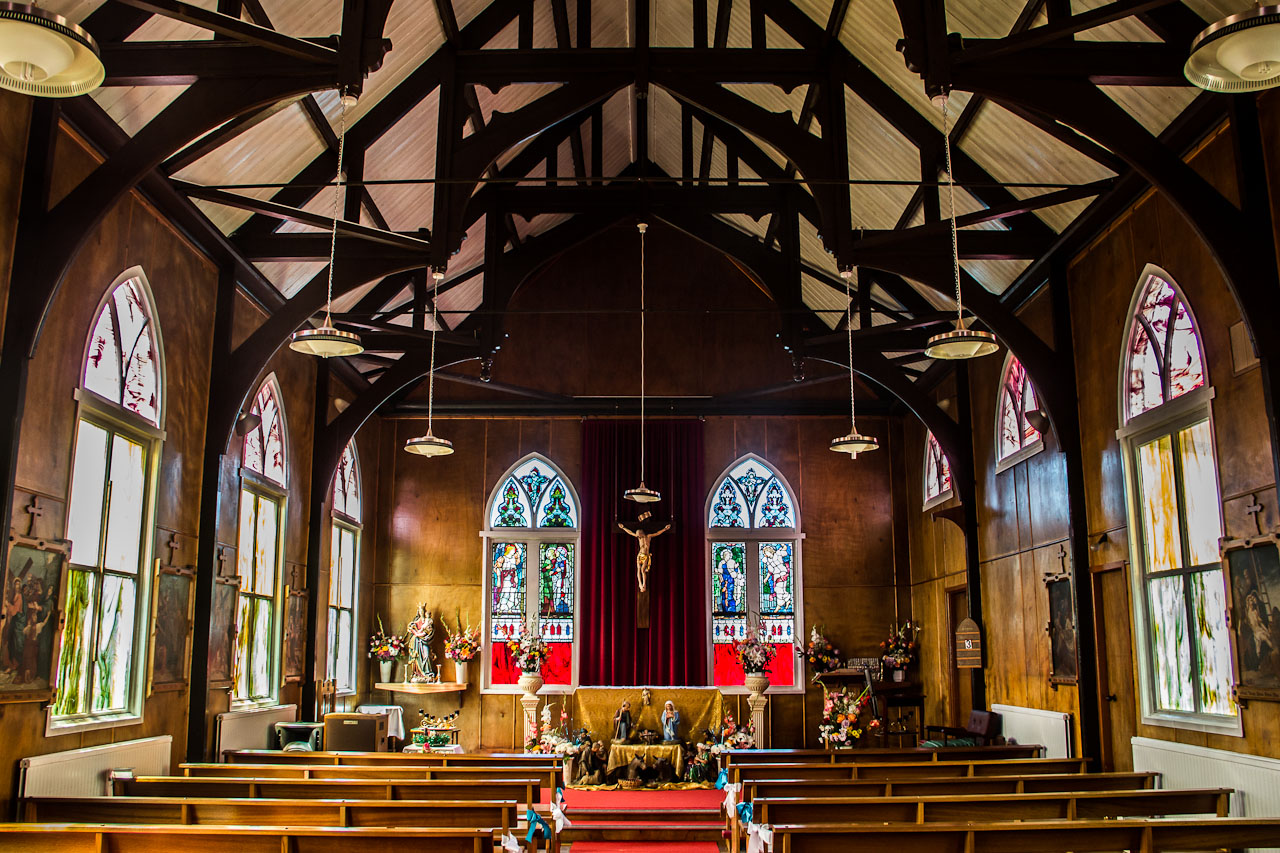
El interior de la iglesia católica Santa María
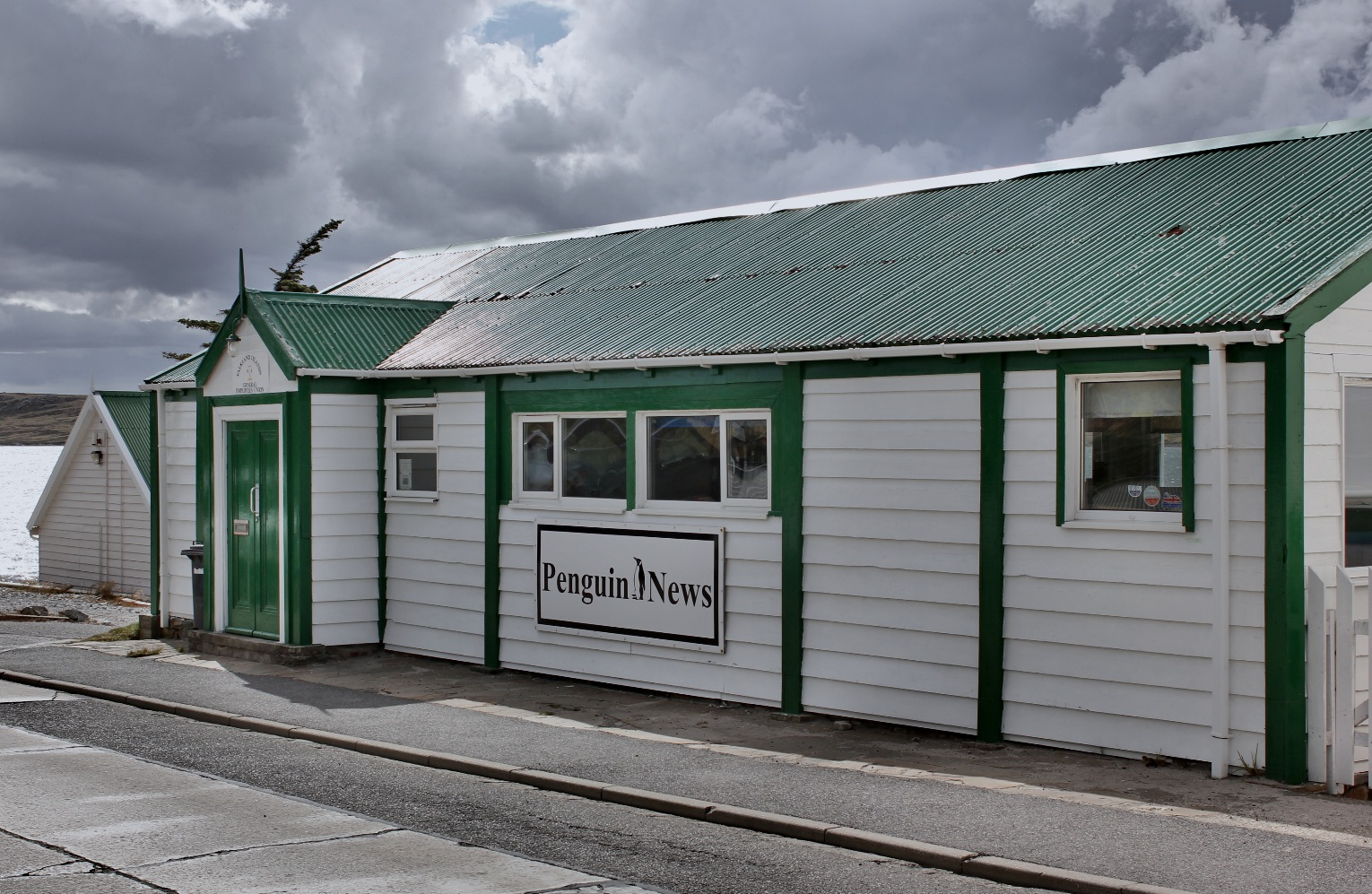
Vista del edificio donde se edita el periódico Penguin News
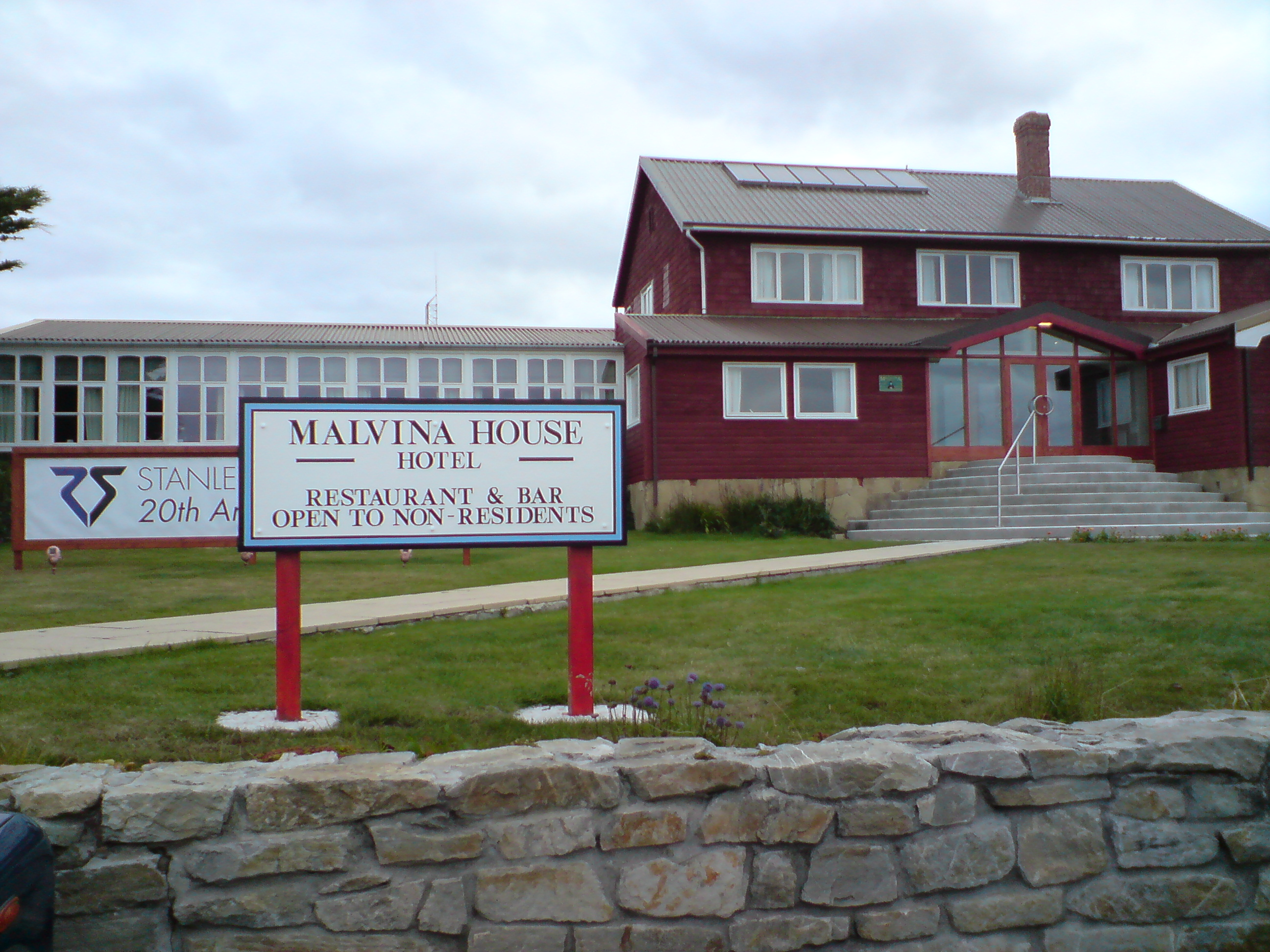
Malvina House Hotel
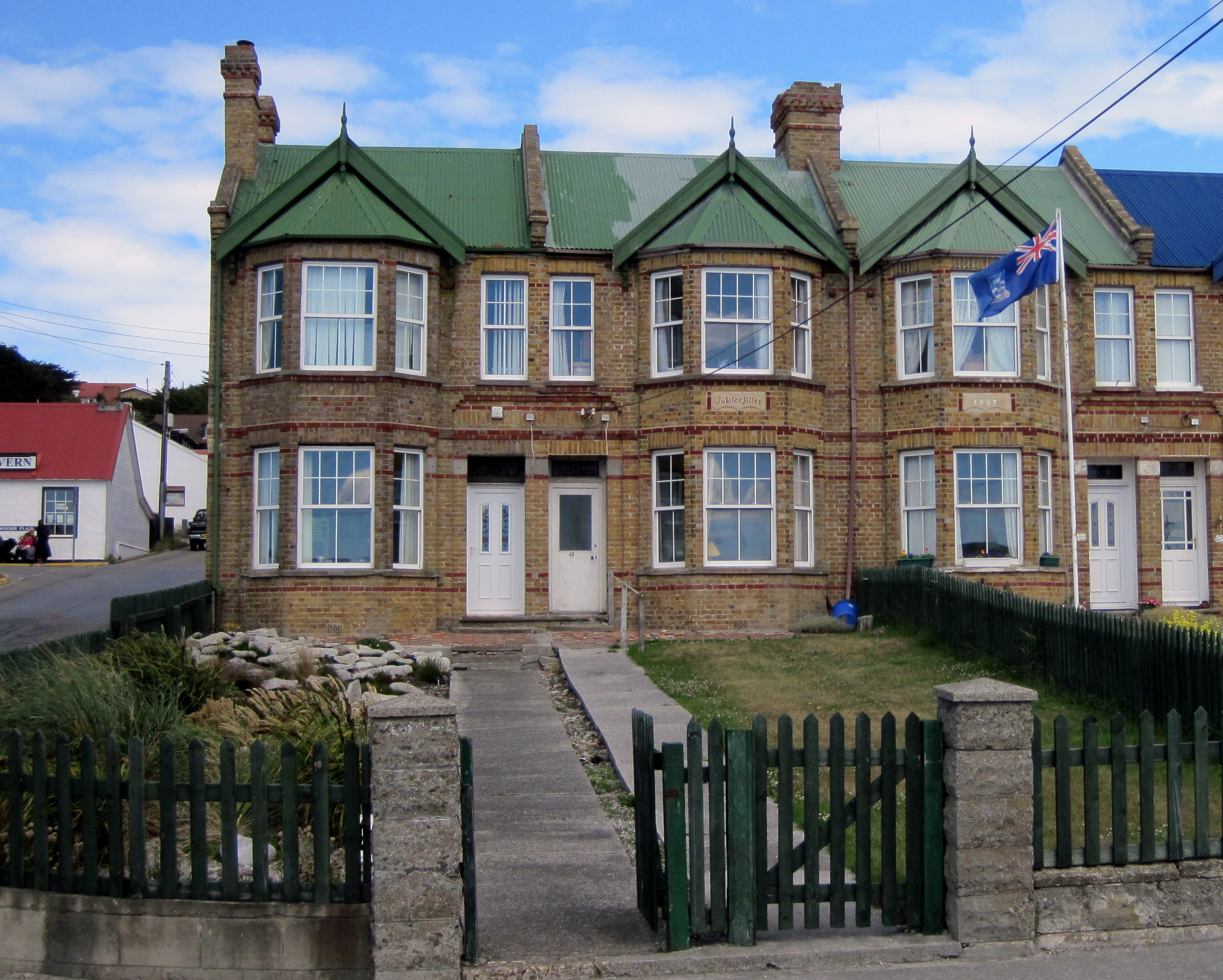
Jubilee Villas